# Filipa Mareri
Blahoslavená Filipa Mareri (asi 1200, Petrella Salto – 16. února 1236, Borgo San Pietro) byla italská klariska, zakladatelka kláštera a abatyše. Katolická církev ji uctívá jako blahoslavenou.

## Život
Filipa se kolem roku 1225 seznámila díky svému duchovnímu vůdci Rogerovi z Todi s ideály sv. Františka z Assisi. O tři roky později založila se svým bratrem klášter klarisek v městečku Borgo San Pietro a stala se jeho abatyší. Zemřela ve věku 36 let. Záhy po její smrti se mezi lidmi rozšířila úcta k ní. Slavení její památky bylo potvrzeno v roce 1247 papežem Innocencem IV., její kult jakožto blahoslavené byl schválen v roce 1806.